# Naoki Yamada
Naoki Yamada (山田 直輝?, Yamada Naoki; Urawa, 4 luglio 1990) è un calciatore giapponese, centrocampista dello Shonan Bellmare.

## Carriera
Esordisce in nazionale maggiore il 27 maggio 2009, a 18 anni, contro il Cile.

## Palmarès

### Club

#### Competizioni nazionali
- J2 League: 1

Shonan Bellmare: 2017
- Coppa J. League: 1

Shonan Bellmare: 2018

### Nazionale
- Kirin Cup: 1

2009